# Xin Fengxia
Xin Fengxia (新凤霞, 26 janvier 1927 – 12 avril 1998) est une chanteuse d'opéra chinoise surnommée la « reine du pingju (en) ». Elle est une des pionnières de ce style qui deviendra dominant dans l'opéra. Elle est également actrice au cinéma, écrivaine, et peintre. Elle joue dans les films très populaires Liu Qiao'er (1956) et Les Fleurs sont comme des marieurs (1964), tous deux adaptés de ses opéras.
Xin est marié à Wu Zuguang, important dramaturge et critique virulent des politiques du gouvernement. Quand il est accusé de « droitisme » durant la campagne anti-droitiste de Mao Zedong, Xin refuse de divorcer de lui et est à son tour accusée de « droitisme ». Elle est plus tard persécutée durant la révolution culturelle, devenant handicapée après avoir été durement battue puis paralysée après une attaque cérébrale. Incapable de remonter sur scène, elle dédie le reste de sa vie à enseigner, écrire, et peindre. Elle étudie la peinture auprès de son parrain Qi Baishi, maître de la peinture chinoise, et écrit avec son mari. Elle publie une autobiographie de deux millions de mots, traduit en anglais et en ourdou.

## Biographie
Xin Fengxia est née à Suzhou dans la province du Jiangsu. Petite fille, elle est vendue à des trafiquants d'humains à Tianjin dans le Nord de la Chine, et est nommé Yang Shumin. Elle est formée à l'opéra dès son plus jeune âge. À cette époque, le monde du théâtre en Chine est contrôlé par des hors-la-loi. Les acteurs, même les plus célèbres, ont peu de libertés. Elle est originellement formée à l'opéra de Pékin par sa « grande sœur » Yang Jinxiang, mais choisi plus tard le pingju. Elle fait des tournées de spectacles éprouvantes et, dans les années 1940, sa célébrité n'a pour rivale que celles de Liu Cuixia, Bai Yushuang, et Fu Ronghua.

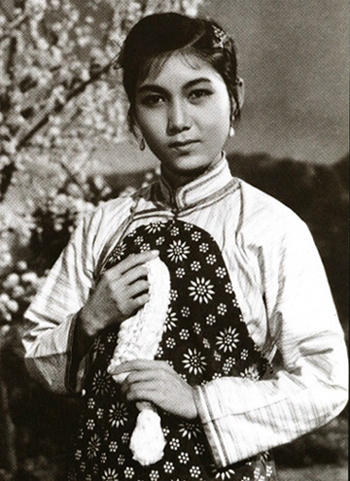
Xin Fengxia dans Liu Qiao'er.

Après l'établissement de la République populaire de Chine en 1949, Xin s'installe à Pékin. Sa première scène, dans Le Mariage de la petite Erhei, est appréciée et attire l'attention des écrivains Zhao Shuli (en) et Lao She. Sa scène suivante, dans Liu Qiao'er, est un immense succès, la rendant célèbre dans toute la Chine,. Dans l'opéra Les Fleurs sont comme des marieurs (Hua Wei Mei), elle transforme l'air mélancolique traditionnel du pingju en mélodie joyeuse, et enrichi le répertoire du pingju en en créant de nouveaux. Cela est aujourd'hui considéré comme un classique du style de Xin. Liu Qiao'er est adapté au cinéma en 1956, suivi par Les Fleurs sont comme des marieurs en 1964. Xin reprend son rôle dans les deux films qui sont extrêmement populaires. Le Premier ministre Zhou Enlai et sa femme Deng Yingchao font partie de ses admirateurs. Zhou déclare : « Je peux vivre sans thé pendant trois jours, mais pas sans regarder Xin Fengxia ».
En 1951, Lao She présente Xin Fengxia au célèbre dramaturge Wu Zuguang, qui, comme beaucoup d'intellectuels de l'époque, met beaucoup d'espoir dans le nouveau gouvernement communiste et revient en Chine après un exil à Hong Kong,. Xin, qui a déjà joué dans une des pièces de Wu, admire son travail. Ils se marient dans l'année, qu'elle n'ait aucune éducation et soit presque illettrée, tandis que lui vient d'une famille d'intellectuels. Wu l'aide à apprendre à lire, écrire, et à étudier la calligraphie chinoise,. Elle étudie également la peinture avec Qi Baishi, l'un des plus célèbres maîtres de la peinture chinoise, qui la prend pour filleule.

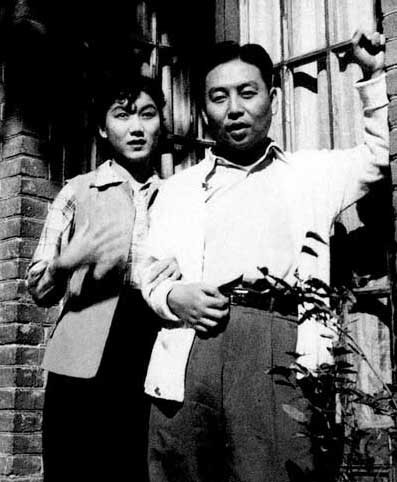
Xin Fengxia et Wu Zuguang.

Le bon temps ne dure pas. Wu est accusé de « droitisme » en 1957 durant la campagne anti-droitiste de Mao Zedong et est envoyé tout au Nord de la Chine, au Heilongjiang, pour être « réformé par le travail ». Xin Fengxia est harcelée pour divorcer de lui, mais refuse. Citant une légendaire histoire d'amour (en) de l'un de ses opéras, elle déclare que « Wang Baochuan a attendu Xue Pinggui pendant 18 ans, et que j'attendrai 28 ans pour Wu Zuguang, ». Elle est alors accusée de « droitisme » et subit une séance de lutte.
Wu retourne à Pékin trois ans après sa condamnation, mais six ans plus tard, la Chine tombe dans l'épisode de la révolution culturelle qui commence en 1966. Xin Fengxia et Wu Zuguang sont dénoncés dès le début de cette période. Elle devient handicapée à cause d'une blessure au genou gauche après avoir été très durement battue par un jeune acteur de l'institut du pingju de Chine. Leur ami Lao She se suicide par noyade après avoir été torturé. Elle est ensuite condamnée à sept ans de travaux forcées. En décembre 1975, elle devient paralysée après un accident vasculaire cérébral, et Wu prend soin d'elle pendant le reste de sa vie.
Après la révolution culturelle, Xin est politiquement réhabilitée en 1979, mais ne peut plus remonter sur scène à cause de son état. Son interprétation dans Les Fleurs sont comme des marieurs en 1964 est sa dernière apparition sur scène. Elle dédie son énergie à l'écriture, la peinture, et la formation d'une jeune génération d'artiste du pingju. En 1997, elle publie son autobiographie de deux millions de mots, qui est traduit en anglais et en ourdou. Ye Shengtao, écrivain et éditeur réputé, l'encourage grandement à écrire. Il compose deux poèmes sur son courage et son talent. Ses peintures, qui sont illustrées des calligraphies de son mari, sont également populaires, et une exposition a lieu au musée militaire de la révolution du peuple chinois en 1994. Elle est plus tard élue à la conférence consultative politique du peuple chinois.
En avril 1998, en visite à Changzhou, elle subit une hémorragie cérébrale et meurt une semaine plus tard le 12 avril 1998,.

## Postérité

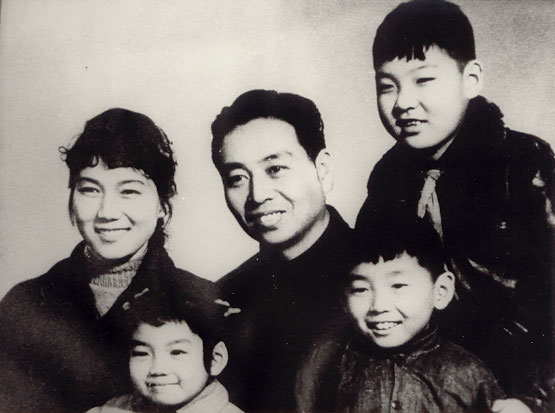
Photo de famille.

Xin Fengxia et Wu Zuguang ont eu trois enfants. Leur fils Wu Huan est écrivain, peintre, et calligraphe. Après la mort de Wu Zuguang, il organise l'exposition « Cent ans de la famille Wu » au musée d'art de Poly à Pékin. Elle est également exportée en France, à Hong Kong et à Taïwan.
En 2014, l'institut de pingju de Chine créé un nouvel opéra intitulé Xin Fengxia qui décrit sa formation à l'opéra et son histoire d'amour avec Wu, écrit par Huang Weiruo et mis en scène par Guo Xiaonan.